# Jimmy Duncan
John James Duncan , Jr., detto Jimmy (Lebanon, 21 luglio 1947), è un politico e magistrato statunitense, membro della Camera dei Rappresentanti per lo stato del Tennessee dal 1988 al 2019.

## Biografia
Figlio del politico e deputato repubblicano John Duncan, Sr., Jimmy frequentò l'Università del Tennessee e in seguito si laureò in legge alla George Washington University. Tra il 1970 e il 1987 servì nella National Guard e nel frattempo svolse la professione di avvocato e giudice.
Nel giugno del 1988 suo padre morì mentre era ancora in carica come deputato e così Duncan decise di prendere parte alle elezioni speciali che avrebbero decretato il suo successore alla Camera. Duncan riuscì a vincere la competizione e da allora venne sempre rieletto con ampio margine.
A livello ideologico, Duncan si configura come un paleoconservatore; come deputato rappresenta un distretto estremamente conservatore ma in diverse occasioni è andato contro le posizioni politiche del suo partito: ad esempio è stato un oppositore della guerra in Iraq e ha sempre votato a favore del ritiro delle truppe americane dall'Iraq e dall'Afghanistan.